# Йёнчёпингский университет
Йёнчёпингский университет (Jönköping University (JU), швед. Högskolan i Jönköping) — негосударственный шведский университет, расположенный в городе Йёнчёпинг. Является одним из трёх шведских частных высших учебных заведений, имеющих право присуждать докторские степени. Университет осуществляет образовательную деятельность на основе соглашения с правительством Швеции и соответствует национальным нормам и требованиям качества.
Кампус университета расположен в центре города Йёнчёпинг, на западном берегу озера Мункшён, примерно в пяти минутах ходьбы от центрального вокзала.

## Организационная форма
Университет имеет частную форму собственности, во главе которой Фонд Йёнчёпингского университета и шесть дочерних компании в полной собственности: Школа здравоохранения и социального обеспечения, Школа образования и коммуникации, Международная бизнес-школа Йёнчёпинга, Школа инженерии, Предприятие Университет Йёнчёпинга и университетские услуги. Университет предоставляет такие услуги, как администрирование обучения, учёба и профориентация, ИТ-услуги, приёмные, коммуникация и маркетинг, а также бухгалтерский учёт и управление персоналом.

## История
- 1977: В результате реформы шведского высшего образования был образован Университетский колледж Йёнчёпинга как государственная высшая школа. Началось двухгодичное экономическое образование, которое в 1978 году стало трёхлетним.

- 1979: Состоялся первый международный студенческий обмен и началась подготовка учителей в Ливерпуле.

- 1981: Отдельные предметные курсы переведены в муниципалитеты графства.

- 1988: Запущена первая инженерная программа.

- 1994: Основан Фонд Йёнчёпингского университета с тремя школами: Школа образования и коммуникации, Школа инженерии и Международная бизнес-школа Йёнчёпинга, а также компания Университетские услуги. Создан совместный кампус для трёх школ. Получено право на присвоение степени магистра.

- 1995: Йёнчёпингский университет получил право присуждать докторские степени по четырём предметам бизнес-школы. Исследовательское образование начинается в Международной бизнес-школе Йёнчёпинга.

- 1997: Открылся новый кампус, который включил в себя президентский офис, Международную бизнес-школу Йёнчёпинга и Университетские службы.

- 1999: Состоялась защита первой докторской диссертации. Школа медицинских наук получила право присуждать учёные степени.

- 2000: Открылось новое здание Школы образования и коммуникаций.

- 2002: Открыт Дом студентов.

- 2004: Университет получил право присуждать докторские степени в области гуманитарных и социальных наук.

- 2007: Ingenjörshögskolan (Инженерная школа) реорганизована в Tekniska Högskolan i Jönköping (JTH). Налажено долгосрочное сотрудничество с Chalmers и KTH (Королевский технологический институт).

- 2010: Университет получил право присуждать степени доктора технических наук в областях: промышленное производство, проектирование машин, материалы и производственные процессы и производственные системы.

- 2011: Первые иностранные студенты из стран, не входящих в ЕС, приглашены в Университет Йёнчёпинга на платное обучение.

- 2013: Состоялось открытие спортивного центра университета, Campus Arena.

- 2015: Международная бизнес-школа Йёнчёпинга как первый бизнес-факультет в Швеции получила аккредитацию AACSB и EQUIS.